# 莫爾多瓦蘇維埃社會主義自治共和國
莫爾多瓦蘇維埃社會主義自治共和國（俄語：Мордовская Автономная Социалистическая Советская Республика）是俄罗斯苏维埃联邦社会主义共和国的一個自治共和國。前身是莫爾多瓦自治州，在1934年升格為自治共和國。蘇聯解體之後，成為俄羅斯聯邦的莫爾多瓦共和國。1989年時，有人口964.132人。

## 历代国旗
- 1934年12月27日至1937年8月30日
- 1937年8月30日-1954年
- 1954年-1990年12月7日
- 1990年12月7日(作为莫爾多瓦蘇維埃社會主義自治共和國) -1995年3月30日 (采用的莫尔多瓦国旗)